# Al-Fares
Al-Fares (arabisch الفارس, DMG al-Fāris) ist die Bezeichnung für einen jordanischen Radpanzer, der in den 2010er-Jahren entwickelt wurde.

## Projektgeschichte
Al-Fares wurde von der Firma Jordan Manufacturing and Service Solutions (JMSS) entwickelt, die zum staatlichen jordanischen Rüstungsunternehmen King Abdullah II Design and Development Bureau (KADDB) gehört. Gemeinsam mit dem 8×8-Radpanzer Al-Mared ist er das zweite gepanzerte Fahrzeug, das von KADDB in Eigenregie entwickelt wurde, obwohl ursprünglich eine Kooperation mit ausländischen Rüstungsunternehmen geplant war. Al-Fares  wurde auf der Rüstungsmesse SOFEX 2018 vorgestellt. Der dreiachsige Al-Fares schließt die Lücke zwischen dem Al-Mared und dem zweiachsigen Al-Wahsh.

## Technik und Bewaffnung
Der Al-Fares (6×6) hat mit der lenkbaren Vorder- und Hinterachse bei niedriger Geschwindigkeit einen vergleichsweise geringen Wenderadius von 6 Metern bei einer Fahrzeuglänge von 7,46 Metern. Der 24 Tonnen schwere Radpanzer wird von einem 429 PS starken Cummins-Dieselmotor angetrieben und erreicht 110 km/h auf befestigten Wegen. Der Fahrbereich wird mit 600 km angegeben. Neben den drei Mann Besatzung finden weitere acht Soldaten im Innenraum Platz. Das Chassis des 6×6-Fahrzeuges wurde vom belarussischen Unternehmen Volat zugeliefert.
Laut KADDB verfügt das Fahrzeug über einen Minenschutz der STANAG 4569 level 3A genügt. Durch einen zusätzlichen Rüstungssatz kann die Panzerung auf die STANAG-4569-Schutzstufe Level 4a/3b erhöht werden. Das Absetzen erfolgt durch die Heckluke, notfalls besteht zusätzlich die Möglichkeit das Fahrzeug über vier Dachluken zu verlassen.
Die Bewaffnung umfasst zwei 7,62-mm-Maschinengewehre an der Rückseite des Fahrzeuges, die von den mitgeführten Soldaten bedient werden und aus einem Turm. Der Turm kann mit einer 30-mm-Maschinenkanonen ausgestattet sein. Zudem besteht die Möglichkeit, eine fernbedienbare Waffenstation zu verbauen.
Bis dato befindet sich der Al-Fares noch nicht in der Serienproduktion. Allerdings wird vermutet, dass die Übernahme in die jordanischen Streitkräfte erfolgen wird.